# 高槻病院
高槻病院（たかつきびょういん、大阪府高槻市古曽部町1-3-13）(英名：Takatsuki General Hospital)は、477床（註：2024年1月1日現在）を持つ民間の病院。産婦人科を中心として、内科、神経内科、外科、整形外科、脳神経外科、放射線科、麻酔科リハビリテーション科等の診療科を持つ民間病院。また、小児・新生児医療に力を入れNICU・PICU等を持ち総合周産期母子医療センターの指定を受けている。

## 沿革
1958年11月に大阪市西淀川区で設置された医療法人愛仁会を母体とする病院で、同法人2施設目として1977年 11月 高槻市古曽部町1-3-11（旧愛仁会リハビリテーション病院の場所）で開院した病院である。NICU ・GCU（継続保育室）・PICU・MFICU等を置き2001年には、総合周産期母子医療センターの機能を持ち、訪問介護ステーションなども運営している。2010年1月には、設置者である社会医療法人愛仁会が、大阪府より社会医療法人として認定された。

### 年表
- 1977年 11月 高槻病院竣工開院（180床）
- 1980年 4月 NMCS(大阪府新生児診療相互援助システム）参加
- 1982年 4月 現在地に新築移転（302床）
- 1987年 8月 高槻病院増築棟竣工（477床）
- 1997年 4月 厚生省臨床研修病院認定
- 1997年 12月 開放型病院届出
- 1998年 5月 日本医療機能評価機構病院機能評価認定
- 1999年 1月 救急告示
- 2001年 8月 高槻病院東館（増築棟）竣工、総合周産期母子医療センター開設
- 2003年 12月 日本医療機能評価機構による病院機能評価更新認定
- 2005年 8月 特別医療法人認可
- 2005年 12月 大阪府知事より地域医療支援病院に承認[1]
- 2006年 4月 DPC対象病院
- 2009年 1月  大阪府より社会医療法人認可により、医療法人愛仁会から社会医療法人愛仁会に変更
- 2009年 4月  大阪府がん診療拠点病院指定[2]
- 2020年 4月  外国人患者受入れ医療機関認証制度（JMIP）認証
- 2024年 1月  日本医療機能評価機構 病院機能評価3rdG：Ver.3.0認定

## 保険指定施設
- 保険医療機関（健康保険法・国民健康保険法）
- 救急告示病院（二次）

## 認定病床数
- 許可病床数 477床
- 一般病床数 477床

## 診療科等
- 消化器内科
- 循環器内科
- 不整脈内科
- 呼吸器内科
- 糖尿病内分泌内科
- 腎臓内科
- 救急科
- 総合内科
- 脳神経内科
- 精神科
- 消化器外科
- 心臓血管外科
- 呼吸器外科
- 乳腺外科
- 整形外科
- 脳神経外科
- 泌尿器科
- 腎移植科
- 眼科
- 耳鼻咽喉科
- 皮膚科
- 形成外科
- 小児科
- 新生児科
- 小児外科
- 小児脳神経外科
- 産科
- 婦人科
- 集中治療科
- 麻酔科
- 病理診断科
- 放射線診断科
- 放射線治療科
- リハビリテーション科

## 認定施設等
- 臨床研修指定病院
- 総合周産期母子医療センター（MFICU　NICU）
- 地域医療支援病院
- 開放型病院
- 小児救命救急センター
- 大阪府がん診療拠点病院
- 公益財団法人日本医療機能評価機構認定病院[3]
- NPO法人卒後臨床研修評価機構 病院機能評価認定[4]
- Baby Friendly Hospital (WHO/ユニセフ）
- 外国人患者受入れ医療機関認証（JMIP）認証

### 学会認定施設
Ⅰ 基本領域の学会
- 日本内科学会 認定医制度教育病院
- 日本小児科学会 専門医研修施設
- 日本小児科学会 専門医研修支援施設
- 日本皮膚科学会 専門医研修施設
- 日本精神神経学会 専門医制度研修施設
- 日本外科学会 専門医制度修練施設
- 日本整形外科学会 専門医制度研修施設
- 日本産科婦人科学会 専門医制度専攻医指導施設
- 日本眼科学会 専門医制度研修施設
- 日本泌尿器科学会 専門医教育施設
- 日本脳神経外科学会 専門研修プログラム連携施設
- 日本医学放射線学会 放射線科専門医修練機関
- 日本麻酔科学会 麻酔科認定病院
- 日本病理学会 研修登録施設
- 日本形成外科学会 専門医研修連携施設
- 日本リハビリテーション医学会 専門医研修施設

Ⅱ Subspecialtyの学会
- 日本消化器病学会 専門医制度認定施設
- 日本循環器学会 専門医研修施設
- 日本循環器学会 左心耳閉鎖システム実施施設
- 日本呼吸器学会 認定施設
- 日本内分泌学会 専門医制度認定教育施設
- 日本糖尿病学会 認定教育施設Ⅰ
- 日本腎臓学会 研修施設
- 日本アレルギー学会 専門医教育研修施設
- 日本神経学会 専門医制度教育施設
- 日本消化器外科学会 専門医修練施設
- 呼吸器外科専門医合同委員会（日本胸部外科学会、日本呼吸器外科学会）専門医制度 専門研修連携施設
- 三学会構成心臓血管外科専門医認定機構 専門医認定基幹施設
- 日本小児外科学会 専門医制度認定施設
- 日本小児循環器学会 小児循環器専門医修練施設
- 日本周産期・新生児医学会 周産期(母体・胎児)専門医基幹認定施設
- 日本周産期・新生児医学会 周産期(新生児)専門医基幹施設
- 日本婦人科腫瘍学会 専門医制度指定修練施設
- 日本集中治療医学会 専門医研修施設（PICU）
- 日本大腸肛門病学会 関連施設認定（認定施設/多根総合病院）
- 日本病態栄養学会 栄養管理・NST実施施設
- 日本透析医学会 専門医制度教育関連施設
- 日本総合病院精神医学会 一般病院連携精神医学専門医研修施設
- 日本脳卒中学会 専門医制度研修教育病院
- 日本脳卒中学会 一次脳卒中センター
- 日本臨床細胞学会 認定施設
- 日本臨床細胞学会 教育研修施設
- 日本脈管学会 研修施設
- 日本乳癌学会 専門医制度認定施設
- 日本心血管ｲﾝﾀｰﾍﾞﾝｼｮﾝ治療学会 研修施設
- 日本認知症学会 専門医制度教育施設
- 日本不整脈心電学会 不整脈専門医研修施設
- 日本女性医学学会 認定研修施設
- 日本脳神経外傷学会 専門医制度研修施設

Ⅲ 未区分の学会（新規学会･機構含む）
- 関連10学会構成日本ｽﾃﾝﾄｸﾞﾗﾌﾄ実施基準管理委員会 腹部ステントグラフト実施施設
- 関連10学会構成日本ｽﾃﾝﾄｸﾞﾗﾌﾄ実施基準管理委員会 胸部ステントグラフト実施施設
- 日本乳房ｵﾝｺﾌﾟﾗｽﾃｨｯｸｻｰｼﾞｪﾘｰ学会 エキスパンダー実施施設（一次再建、二次再建）
- 日本乳房ｵﾝｺﾌﾟﾗｽﾃｨｯｸｻｰｼﾞｪﾘｰ学会 インプラント実施施設（一次一期再建、一次二期再建、二次再建）
- 日本人類遺伝学会 日本遺伝カウンセリング学会 臨床遺伝専門医制度研修施設
- 浅大動脈ステントグラフト実施基準管理委員会 浅大動脈ステントグラフト実施施設
- 日本遺伝性乳癌卵巣癌総合診療制度機構 遺伝性乳癌卵巣癌総合診療連携施設認定
- 日本脊椎脊髄病学会 椎間板酵素注入療法実施可能施設
- 日本がん治療認定医機構 認定研修施設
- 日本栄養療法推進協議会 認定ＮＳＴ稼動施設
- 下肢静脈瘤血管内焼灼術実施・管理委員会 下肢静脈瘤に対する血管内焼灼術の実施基準による実施施設
- 補助人工心臓治療関連学会協議会 IMPELLA補助循環用ﾎﾟﾝﾌﾟｶﾃｰﾃﾙ実施施設
- 出生前検査認証制度等運営委員会 NIPTを実施する医療機関（基幹施設）
- 日本腹部救急医学会 腹部救急認定医・教育医制度認定施設
- 日本胃癌学会 認定施設B

## 交通アクセス
- JR西日本JR京都線高槻駅 徒歩　約7分
- 阪急電鉄阪急京都線高槻市駅徒歩　約12分